# 吉川眞
吉川 眞（よしかわ しん、1950年2月19日 - ）は、日本の都市工学者。大阪工業大学名誉教授。建築学修士：M. Arch.（カリフォルニア大学ロサンゼルス校：UCLA, 1978）・工学博士（大阪大学, 1989）。元土木学会景観・デザイン委員会委員。元地理情報システム学会会長。
専門は、都市工学/景観工学・環境デザイン、空間情報学・地理情報システム(GIS)。

## 経歴
1974年大阪大学工学部環境工学科卒業。1976年大阪大学大学院工学研究科環境工学専攻修士課程修了。1978年カリフォルニア大学ロサンゼルス校（UCLA）建築・都市計画大学院修了。 その後、大阪大学工学部環境工学科助手・講師を経て、1993年大阪工業大学工学部土木工学科に着任。1999年同学科教授。2002年同学部都市デザイン工学科教授。2018年大阪工業大学名誉教授。
大阪工業大学工学部（土木工学科・都市デザイン工学科）にて25年の長きに渡り教鞭を執り、特に都市工学/景観工学、地理情報システム(GIS)の研究と教育に貢献した。また、国土交通省国土地理院から測量・地図に関する普及・啓発に顕著な功績があったとして「平成30年度“測量の日”における功労者感謝状」を授与されている。

## 主なテクニカルアドバイザー
- 地理空間情報活用推進に関する近畿地区産学官連携協議会会長
- 元土木学会景観・デザイン委員会委員
- 元地理情報システム学会会長/GIS資格認定協会代表/関西支部長[8]
- 地理空間情報産学官連携協議会全体会議構成員[9]
- GIS大縮尺空間データ官民共有化推進協議会委員
- GIS支援センター顧問
- 元枚方市都市計画審議会会長/景観審議会会長/開発審査会会長[10]
- 日本建築学会近畿支部情報システム部会委員

## 著書
- 「設計とその表現」（共著、鹿島出版会1990）
- 「GISソースブック」（共著、古今書院1996）
- 「阪神・淡路大震災調査報告建築編-6 火災／情報システム」（共著、日本建築学会1998）
- 「ジオインフォマティックス入門」（共編著、理工図書2002）
- 「地理情報科学辞典」（共著、朝倉書店2004）
- 「建設情報の利活用」（共著、工学社2004）
- 「基礎からわかるGIS」（共編著、森北出版2005）

## 主な研究
- GIS（地理情報システム）を活用した3次元解析と都市環境デザイン
- GISを用いた公共交通計画 - 公共交通機関の近接度評価
- 鉄道車窓景観の分析と把握
- 統合化空間情報システムによる都市景観デザイン - 可視・不可視分析を用いたモデリング手法の提案
- 高密度DSMを用いた都市景観分析
- デジタル地図データを用いた震災復興計画の可視化

指導する都市デザイン工学科研究室学生が地理情報システム学会で大会優秀発表賞を複数受賞している（2005年から2010年まで6年連続）。
都市工学/景観工学の対外啓蒙活動として、関西大学先端科学技術シンポジウム2019での招待講演（テーマ：新しいツールが生み出す地理空間情報の活用）や、近畿地区産学官連携協議会主催「関西G空間フォーラム2019」で基調講演（テーマ：地理空間情報の展開～私的な関わりの中で～）などを行っている。